# Diabolical Masquerade
Diabolical Masquerade — шведский блэк-метал-проект, основанный в 1993 году.

## История
Проект был основан в 1993 году участником группы Katatonia Андерсом «Blakkheim» Нюстрёмом и задумывался как студийный и сольный проект. В этом же году Blakkheim записал промо-демо-запись, после чего подписал контракт с французским лейблом Adipocere Records. В 1995 году на студии Unisound под руководством продюсера Дана Сванё, известный как участник группы Edge of Sanity, был записан первый полноформатный альбом под названием «Ravendusk In My Heart» в 1996 году. С начала записи этого альбома Дан также принимает участие и в последующих записях Diabolical Masquerade, что делает его уже полноправным членом проекта.
В сентябре 1996 опять же в студии Unisound был записан и выпущен в 1997 году второй полноформатный альбом «The Phantom Lodge».
В конце 1997 года Андерс сменяет лейбл Apidocere Records на Avantgarde Music и через год выпускает на нем свой третий альбом Nightwork. Концепция обложки этого альбома принадлежит самому Андерсу, но над ее созданием работала группа профессиональных художников.
Последний альбом Death's Design был выпущен в 2001 году на лейбле Avantgarde Music. По первоначальным задумкам альбом должен был стать саундтреком для шведского фильма ужасов, съёмки которого вскоре были прекращены, но музыка для фильма уже была записана и Андерс решил выпустить этот материал как четвертый альбом.
В сентябре 2004 проект приостанавливает свою деятельность, позже планировалась запись пятого альбома, но в итоге альбом так и не был выпущен и проект окончательно прекратил деятельность.

## Состав

### Последний состав
- Андерс "Blakkheim " Нюстрём — гитара, бас-гитара, клавишные (1993—2004)
- Дан Сванё — ударные, клавишные, бэк-вокал (1995—2004)

## Дискография
- Promo 1993 (1993) (демо-альбом)
- Ravendusk In My Heart (1996)[2]
- The Phantom Lodge (1997)[3]
- Nightwork (1998)[4]
- Death's Design (2001)[5][6]